# Draft NBA 1953
Il Draft NBA 1953 si è svolto il 24 aprile 1953 a Boston, Massachusetts, ed è ricordato per la presenza di tre futuri membri della Basketball Hall of Fame, Bob Houbregs, Frank Ramsey e Cliff Hagan.

## Scelta territoriale
|  | = All-Star     |
|  | = Hall of Fame |

| Scelta | Giocatore      | Nazionalità | Squadra NBA           | Scuola/ex squadra |
| ------ | -------------- | ----------- | --------------------- | ----------------- |
|        | Walter Dukes   | Stati Uniti | New York Knicks       | Seton Hall        |
|        | Ernie Beck     | Stati Uniti | Philadelphia Warriors | Pennsylvania      |
|        | Larry Hennessy | Stati Uniti | Philadelphia Warriors | Villanova         |

## Giocatori scelti al 1º giro
| Scelta | Giocatore          | Nazionalità | Squadra NBA           | Scuola/ex squadra |
| ------ | ------------------ | ----------- | --------------------- | ----------------- |
| 1      | Ray Felix (C)      | Stati Uniti | Milwaukee Hawks       | Long Island       |
| 2      | Bob Houbregs (C/F) | Canada      | Philadelphia Warriors | Washington        |
| 3      | Jack Molinas (F)   | Stati Uniti | Fort Wayne Pistons    | Columbia          |
| 4      | Richie Regan (G)   | Stati Uniti | Boston Celtics        | Seton Hall        |
| 5      | Frank Ramsey (F/G) | Stati Uniti | Syracuse Nationals    | Kentucky          |
| 6      | Jim Neal (C)       | Stati Uniti | Rochester Royals      | Wofford           |
| 7      | Jim Fritsche (F/C) | Stati Uniti | Minneapolis Lakers    | Hamline           |

## Giocatori scelti al 2º giro
| Scelta | Giocatore      | Nazionalità | Squadra NBA        | Scuola/ex squadra    |
| ------ | -------------- | ----------- | ------------------ | -------------------- |
| 8      | Don Ackerman   | Stati Uniti | New York Knicks    | Long Island          |
| 9      | Bobby Speight  | Stati Uniti | Milwaukee Hawks    | North Carolina State |
| 10     | George Glasgow | Stati Uniti | Fort Wayne Pistons | Fairleigh Dickinson  |
| 11     | Norm Swanson   | Stati Uniti | Rochester Royals   | Detroit Mercy        |
| 12     | Chet Noe       | Stati Uniti | Boston Celtics     | Oregon               |
| 13     | Dick Knostman  | Stati Uniti | Syracuse Nationals | Kansas State         |
| 14     | Nield Gordon   | Stati Uniti | New York Knicks    | Furman               |
| 15     | Ron Feiereisel | Stati Uniti | Minneapolis Lakers | DePaul               |

## Giocatori scelti al 3º giro
| Scelta | Giocatore     | Nazionalità | Squadra NBA           | Scuola/ex squadra |
| ------ | ------------- | ----------- | --------------------- | ----------------- |
| 16     | Norm Grekin   | Stati Uniti | Philadelphia Warriors | La Salle          |
| 17     | Bob Peterson  | Stati Uniti | Baltimore Bullets     | Oregon            |
| 18     | Bill Bolger   | Stati Uniti | Milwaukee Hawks       | Georgetown        |
| 19     | Jim Bredar    | Stati Uniti | Fort Wayne Pistons    | Illinois          |
| 20     | Frank Reddout | Stati Uniti | Rochester Royals      | Syracuse          |
| 21     | Cliff Hagan   | Stati Uniti | Boston Celtics        | Kentucky          |
| 22     | Bill Kenville | Stati Uniti | Syracuse Nationals    | St. Bonaventure   |
| 23     | Joe Smyth     | Stati Uniti | New York Knicks       | Niagara           |
| 24     | Hartly Kruger | Stati Uniti | Minneapolis Lakers    | Idaho             |

## Giocatori scelti nei giri successivi con presenze nella NBA
| Scelta | Giocatore        | Nazionalità | Squadra NBA           | Scuola/ex squadra |
| ------ | ---------------- | ----------- | --------------------- | ----------------- |
| 27     | Irv Bemoras      | Stati Uniti | Milwaukee Hawks       | Illinois          |
| 35     | Paul Nolen       | Stati Uniti | Baltimore Bullets     | Texas Tech        |
| 36     | Gene Dyker       | Stati Uniti | Milwaukee Hawks       | DePaul            |
| 41     | Dick Atha        | Stati Uniti | New York Knicks       | Indiana State     |
| 57     | Lou Tsioropoulos | Stati Uniti | Boston Celtics        | Kentucky          |
| 59     | Bob Santini      | Stati Uniti | New York Knicks       | Iona              |
| 62     | Connie Rea       | Stati Uniti | Baltimore Bullets     | Centenary         |
| 102    | Jack George      | Stati Uniti | Philadelphia Warriors | La Salle          |
| 107    | Ken Sears        | Stati Uniti | Rochester Royals      | Santa Clara       |